# Totolac (kommun)
Totolac är en kommun i Mexiko.   Den ligger i delstaten Tlaxcala, i den sydöstra delen av landet, 90 km öster om huvudstaden Mexico City.
Följande samhällen finns i Totolac:
- San Juan Totolac
- Acxotla del Río
- La Candelaria Teotlalpan
- Zaragoza
- Santiago Tepeticpac
- La Trinidad Chimalpa
- San Miguel Tlamahuco